# Christoph Ferber
Christoph Ferber (* 10. Juni 1954 in Singen, Deutschland) ist ein Schweizer Übersetzer und Literaturwissenschaftler.

## Biografie
Christoph Ferber wurde 1954 als Sohn des deutschen Publizisten Walter Ferber in Singen geboren und wuchs in Sachseln, Kanton Obwalden, auf. Er studierte Slawistik, Romanistik und Kunstgeschichte an den Universitäten Zürich, Lausanne und Venedig und promovierte zum Dr. phil. Bis 2010 war er Lehrbeauftragter an der Universität Catania.
Christoph Ferber übersetzt aus dem Russischen, Italienischen und Französischen. 2014 wurde er für sein übersetzerisches Gesamtwerk mit dem Spezialpreis Übersetzung in den Schweizer Literaturpreisen ausgezeichnet, 2016 erhielt er den Paul Scheerbart-Preis für die Übersetzung des Lyrikbandes Was bleibt (wenn es bleibt) von Eugenio Montale.
Er übersetzte zahlreiche Autoren wie Sinaida Hippius, Wjatscheslaw Iwanow, Michail Lermontow, Fjodor Sologub, Fjodor Tjutschew, Stéphane Mallarmé, Werner Renfer, Jean-Pierre Schlunegger, Aurelio Buletti, Vincenzo Cardarelli, Francesco Chiesa, Remo Fasani, Pietro De Marchi, Eugenio Montale, Giorgio Orelli, Giovanni Orelli, Sandro Penna, Salvatore Quasimodo, Gaspara Stampa und andere.